# 오스트레일리아 콥트 정교회
오스트레일리아 콥트 정교회(Coptic Orthodox Church in Australia)는 오스트레일리아에 있는 콥트 정교회이다. 성당 50개소와 교구 2개, 수도원 3개, 신학대학 2개, 학교 4개가 소속되어 있다. 이 교회는 호주의 국가교회협의회 회원이다. 2006년 호주의 인구조사에 따르면, 전국적으로 콥트 정교회의 신도는 총 19,928명이었다. 현재 교회는 오스트레일리아에 10만 명의 회원을 두고 있다. 시드니만 해도 7만 명의 콥트인이 있고, 멜버른에 수만명의 신도가 있는 것으로 추정된다.

## 교구
- 멜버른 교구

빅토리아, 태즈메이니아, 사우스오스트레일리아, 서부 오스트레일리아, 오스트레일리아의 수도 준주, 뉴질랜드, 피지
- 시드니 교구

뉴사우스웨일스, 퀸즐랜드, 노던 준주, 태국, 싱가포르, 말레이시아, 일본, 중국 본토, 인도네시아

## 같이 보기
- 콥트 정교회